# Kvalifikace na Mistrovství světa ve fotbale 2022 – první fáze CAF
Kvalifikace na Mistrovství světa ve fotbale 2022 CAF – první fáze se hrála od 4. do 10. září 2019. 

## Formát
Celkem 28 týmů (týmy na 27. až 54. místě v žebříčku CAF) hrálo systémem doma / venku. Do druhého kola postoupilo 14 vítězů.

## Nasazení
Losování prvního kola se uskutečnilo 29. července 2019 ve 12:00 EST (UTC+2) v sídle CAF v Káhiře v Egyptě.
Nasazení vycházelo ze světového žebříčku FIFA z července 2019. Nenasazené týmy hostily první zápas, zatímco týmy nasazené odvety.
Poznámka: Tučně vyznačené týmy se kvalifikovaly do druhého kola.
| Nasazené týmy                                             | Nenasazené týmy |
| --------------------------------------------------------- | --- |
| 1. Sierra Leone (114) 2. Svazijsko (139) 3. Lesotho (144) | 1. Komory (146) 2. Botswana (147) 3. Burundi (148) 4. Mauricius (157) 5. Gambie (161) 6. Jižní Súdán (169) 7. Čad (175) 8. Svatý Tomáš a Princův ostrov (185) 9. Seychely (192) 10. Somálsko (202) 11. Eritrea (202) |

## Tabulka
První zápasy se hrály 4. až 7. září, odvety 8. a 10. září 2019.
| Domácí v 1. zápase           | Celkem     | Hosté v 1. zápase | 1. zápas | 2. zápas |
| ---------------------------- | ---------- | ----------------- | -------- | -------- |
| Etiopie                      | *1:1       | Lesotho           | 0:0      | 1:1      |
| Somálsko                     | 2:3        | Zimbabwe          | 1:0      | 1:3      |
| Eritrea                      | 1:4        | Namibie           | 1:2      | 0:2      |
| Burundi                      | 2:2 (0:3)p | Tanzanie          | 1:1      | 1:1      |
| Džibutsko                    | 2:1        | Svazijsko         | 2:1      | 0:0      |
| Botswana                     | 0:1        | Malawi            | 0:0      | 0:1      |
| Gambie                       | 1:3        | Angola            | 0:1      | 1:2      |
| Libérie                      | 3:2        | Sierra Leone      | 3:1      | 0:1      |
| Mauricius                    | 0:3        | Mosambik          | 0:1      | 0:2      |
| Svatý Tomáš a Princův ostrov | 1:3        | Guinea-Bissau     | 0:1      | 1:2      |
| Jižní Súdán                  | 1:2        | Rovníková Guinea  | 1:1      | 0:1      |
| Komory                       | 1:3        | Togo              | 1:1      | 0:2      |
| Čad                          | 1:3        | Súdán             | 1:3      | 0:0      |
| Seychely                     | 0:10       | Rwanda            | 0:3      | 0:7      |

## Zápasy
První zápasy
| 4. září 2019 16:00 UTC+3 |     |         |                                                                     |
| Etiopie                  | 0:0 | Lesotho | Bahir Dar Stadium, Bahir Dar diváci: 48 000 rozhodčí: Mohamed Márúf |
|                          |     |         | Bahir Dar Stadium, Bahir Dar diváci: 48 000 rozhodčí: Mohamed Márúf |

| 5. září 2019 18:00 UTC+3 |     |          |                                                                                           |
| Somálsko                 | 1:0 | Zimbabwe | El Hadj Hassan Gouled Aptidon Stadium, Džibuti diváci: 4 000 rozhodčí: Alfred Pousri Armi |
| Shakunda 86'             |     |          | El Hadj Hassan Gouled Aptidon Stadium, Džibuti diváci: 4 000 rozhodčí: Alfred Pousri Armi |

| 4. září 2019 16:00 UTC+3 |     |                                |                                                                    |
| Eritrea                  | 1:2 | Namibie                        | Denden Stadium, Asmara diváci: 20 000 rozhodčí: Mohamed Ali Moussa |
| Sulieman 65'             |     | Shalulile 50' Tesfay 58' (vl.) | Denden Stadium, Asmara diváci: 20 000 rozhodčí: Mohamed Ali Moussa |

| 4. září 2019 15:00 UTC+2 |     |           |                                                                                |
| Burundi                  | 1:1 | Tanzanie  | Prince Louis Rwagasore Stadium, Bujumbura diváci: 22 000 rozhodčí: Kokou Ntalé |
| Amissi 81'               |     | Msuva 85' | Prince Louis Rwagasore Stadium, Bujumbura diváci: 22 000 rozhodčí: Kokou Ntalé |

| 4. září 2019 18:00 UTC+3            |     |           |                                                                                        |
| Džibutsko                           | 2:1 | Svazijsko | El Hadj Hassan Gouled Aptidon Stadium, Džibuti diváci: 10 000 rozhodčí: Slim Belachúas |
| Mahabeh 45+4' (pen.) Abdi Idleh 74' |     | Mamba 56' | El Hadj Hassan Gouled Aptidon Stadium, Džibuti diváci: 10 000 rozhodčí: Slim Belachúas |

| 7. září 2019 16:00 UTC+2 |     |        |                                                                          |
| Botswana                 | 0:0 | Malawi | Francistown Stadium, Francistown diváci: 14 000 rozhodčí: Anthony Ogwayo |
|                          |     |        | Francistown Stadium, Francistown diváci: 14 000 rozhodčí: Anthony Ogwayo |

| 6. září 2019 17:00 |     |            |                                                                      |
| Gambie             | 0:1 | Angola     | Independence Stadium, Bakau diváci: 21 000 rozhodčí: Quadri Adebimpe |
|                    |     | Gaspar 31' | Independence Stadium, Bakau diváci: 21 000 rozhodčí: Quadri Adebimpe |

| 4. září 2019 18:00                                |     |              |                                                                                            |
| Libérie                                           | 3:1 | Sierra Leone | Samuel Kanyon Doe Sports Complex, Paynesville diváci: 40 000 rozhodčí: Louis Houngnandande |
| Tisdell 18' (pen.) Sangare 82' (pen.) Johnson 88' |     | Quee 56'     | Samuel Kanyon Doe Sports Complex, Paynesville diváci: 40 000 rozhodčí: Louis Houngnandande |

| 4. září 2019 18:30 UTC+4 |     |             |                                                                   |
| Mauricius                | 0:1 | Mosambik    | Stade Anjalay, Belle Vue diváci: 5 700 rozhodčí: Georges Gatogato |
|                          |     | Telinho 10' | Stade Anjalay, Belle Vue diváci: 5 700 rozhodčí: Georges Gatogato |

| 4. září 2019 15:30           |     |                   |                                                                          |
| Svatý Tomáš a Princův ostrov | 0:1 | Guinea-Bissau     | Estádio Nacional 12 de Julho, São Tomé diváci: 4 000 rozhodčí: João Goma |
|                              |     | Mendes 85' (pen.) | Estádio Nacional 12 de Julho, São Tomé diváci: 4 000 rozhodčí: João Goma |

| 4. září 2019 16:00 UTC+2 |     |                  |                                                                          |
| Jižní Súdán              | 1:1 | Rovníková Guinea | Al-Hilal Stadium, Omdurman diváci: 2 000 rozhodčí: Abdulwahid Hurajwidah |
| Kata 75' (vl.)           |     | Meseguer 34'     | Al-Hilal Stadium, Omdurman diváci: 2 000 rozhodčí: Abdulwahid Hurajwidah |

| 6. září 2019 15:00 UTC+3 |     |          |                                                            |
| Komory                   | 1:1 | Togo     | Stade de Moroni, Moroni diváci: 3 000 rozhodčí: Elly Sasii |
| Djoudja 49'              |     | Laba 34' | Stade de Moroni, Moroni diváci: 3 000 rozhodčí: Elly Sasii |

| 5. září 2019 15:30 UTC+1 |     |                       |                                                                                         |
| Čad                      | 1:3 | Súdán                 | Stade Omnisports Idriss Mahamat Ouya, N'Djamena diváci: 30 000 rozhodčí: Bangaly Konate |
| N'Douassel 85' (pen.)    |     | Ramadan 13', 67', 74' | Stade Omnisports Idriss Mahamat Ouya, N'Djamena diváci: 30 000 rozhodčí: Bangaly Konate |

| 5. září 2019 16:00 UTC+4 |     |                                       |                                                              |
| Seychely                 | 0:3 | Rwanda                                | Stade Linité, Victoria diváci: 1 300 rozhodčí: Belay Tadesse |
|                          |     | Hakizimana 32' Mukunzi 36' Kagere 80' | Stade Linité, Victoria diváci: 1 300 rozhodčí: Belay Tadesse |

 Odvety 
| 8. září 2019 16:00 UTC+3 |     |                   |                                                                          |
| Tanzanie                 | 1:1 | Burundi           | National Stadium, Dar es Salaam diváci: 55 000 rozhodčí: Norman Matemera |
| Samatta 29'              |     | Abdul Razak 45+2' | National Stadium, Dar es Salaam diváci: 55 000 rozhodčí: Norman Matemera |

|                  |       | Penaltový rozstřel         |  |
| Nyoni Mao Kamagi | 3 : 0 | Ngandu Berahino Bigirimana |  |

Celkové skóre je 2:2. Tanzanie postoupila díky výhře v penaltovém rozstřelu do druhé fáze.
| 8. září 2019 15:00 UTC+2 |     |                     |                                                                  |
| Lesotho                  | 1:1 | Etiopie             | Setsoto Stadium, Maseru diváci: 15 000 rozhodčí: Messie Nkounkou |
| Seturumane 56'           |     | Lerotholi 50' (vl.) | Setsoto Stadium, Maseru diváci: 15 000 rozhodčí: Messie Nkounkou |

Celkové skóre je 1:1. Etiopie postoupila díky více vstřeleným gólům na hřišti soupeře do druhé fáze.
| 8. září 2019 17:00 UTC+1 |     |             |                                                                           |
| Rovníková Guinea         | 1:0 | Jižní Súdán | Nuevo Estadio de Malabo, Malabo diváci: 6 700 rozhodčí: Mahmúd Ali Ismail |
| Nsue 72'                 |     |             | Nuevo Estadio de Malabo, Malabo diváci: 6 700 rozhodčí: Mahmúd Ali Ismail |

Rovníková Guinea postoupila díky celkovému skóre 2:1 do druhé fáze.
| 8. září 2019 16:30 |     |         |                                                                        |
| Sierra Leone       | 1:0 | Libérie | Siaka Stevens Stadium, Freetown diváci: 43 000 rozhodčí: Jean Ouattara |
| Kamara 55'         |     |         | Siaka Stevens Stadium, Freetown diváci: 43 000 rozhodčí: Jean Ouattara |

Libérie postoupila díky celkovému skóre 3:2 do druhé fáze.
| 10. září 2019 14:00 UTC+2 |     |          |                                                                  |
| Malawi                    | 1:0 | Botswana | Kamuzu Stadium, Blantyre diváci: 23 700 rozhodčí: Súlejman Djama |
| Phiri 81' (pen.)          |     |          | Kamuzu Stadium, Blantyre diváci: 23 700 rozhodčí: Súlejman Djama |

Malawi postoupilo díky celkovému skóre 1:0 do druhé fáze.
| 10. září 2019 15:00 UTC+2 |     |           |                                                                    |
| Svazijsko                 | 0:0 | Džibutsko | Mavuso Sports Centre, Manzini diváci: 1 500 rozhodčí: Beida Dahane |
|                           |     |           | Mavuso Sports Centre, Manzini diváci: 1 500 rozhodčí: Beida Dahane |

Džibutsko postoupilo díky celkovému skóre 2:1 do druhé fáze.
| 10. září 2019 15:00 UTC+2          |     |             |                                                                                |
| Zimbabwe                           | 3:1 | Somálsko    | National Sports Stadium, Harare diváci: 13 000 rozhodčí: Andofetra Rakotojaona |
| Munetsi 77' Muskwe 86' Billiat 90' |     | Mohamed 85' | National Sports Stadium, Harare diváci: 13 000 rozhodčí: Andofetra Rakotojaona |

Zimbabwe postoupilo díky celkovému skóre 3:2 do druhé fáze.
| 10. září 2019 16:00 UTC+2   |     |           |                                                                |
| Mosambik                    | 2:0 | Mauricius | Estádio do Zimpeto, Maputo diváci: 1 900 rozhodčí: Brian Miiro |
| Clésio 6' Catamo 77' (pen.) |     |           | Estádio do Zimpeto, Maputo diváci: 1 900 rozhodčí: Brian Miiro |

Mosambik postoupil díky celkovému skóre 3:0 do druhé fáze.
| 10. září 2019 16:00 UTC+1 |     |            |                                                                              |
| Angola                    | 2:1 | Gambie     | Estádio 11 de Novembro, Luanda diváci: 17 000 rozhodčí: Jean-Marc Ganamandji |
| Geraldo 41' Abreu 68'     |     | Ceesay 65' | Estádio 11 de Novembro, Luanda diváci: 17 000 rozhodčí: Jean-Marc Ganamandji |

Angola postupuje díky celkovému skóre 3:1 do druhé fáze.
| 10. září 2019 18:00 UTC+2                                                  |     |          |                                                                         |
| Rwanda                                                                     | 7:0 | Seychely | Stade Régional Nyamirambo, Kigali diváci: 20 000 rozhodčí: Tsegay Mogos |
| Bizimana 16' Kagere 27', 51' Tuyisenge 29', 34' Mukunzi 57' Hakizimana 79' |     |          | Stade Régional Nyamirambo, Kigali diváci: 20 000 rozhodčí: Tsegay Mogos |

Rwanda postoupila díky celkovému skóre 10:0 do druhé fáze.
| 10. září 2019 16:00         |     |        |                                                            |
| Togo                        | 2:0 | Komory | Stade de Kégué, Lomé diváci: 25 000 rozhodčí: Pierre Atcho |
| M'Dahoma 10' (vl.) Sunu 71' |     |        | Stade de Kégué, Lomé diváci: 25 000 rozhodčí: Pierre Atcho |

Togo postoupilo díky celkovému skóre 3:1 do druhé fáze.
| 10. září 2019 16:30 |     |                              |                                                                        |
| Guinea-Bissau       | 2:1 | Svatý Tomáš a Princův ostrov | Estádio 24 de Setembro, Bissau diváci: 20 000 rozhodčí: Daudu Williams |
| Mendes 66', 77'     |     | Iniesta 11'                  | Estádio 24 de Setembro, Bissau diváci: 20 000 rozhodčí: Daudu Williams |

Guinea-Bissau postoupila díky celkovému skóre 3:1 do druhé fáze.
| 10. září 2019 19:00 UTC+2 |     |     |                                                                   |
| Súdán                     | 0:0 | Čad | Al-Merrikh Stadium, Omdurman diváci: 17 500 rozhodčí: Nelson Fred |
|                           |     |     | Al-Merrikh Stadium, Omdurman diváci: 17 500 rozhodčí: Nelson Fred |

Čad postoupil díky celkovému skóre 3:1 do druhé fáze.
| 10. září 2019 19:00 UTC+2    |     |         |                                                                   |
| Namibie                      | 2:0 | Eritrea | Sam Nujoma Stadium, Windhoek diváci: 4 200 rozhodčí: Roland Danon |
| Iimbondi 25' Shalulile 90+2' |     |         | Sam Nujoma Stadium, Windhoek diváci: 4 200 rozhodčí: Roland Danon |

Namibie postoupila díky celkovému skóre 4:1 do druhé fáze.